# Andreas Achenbach

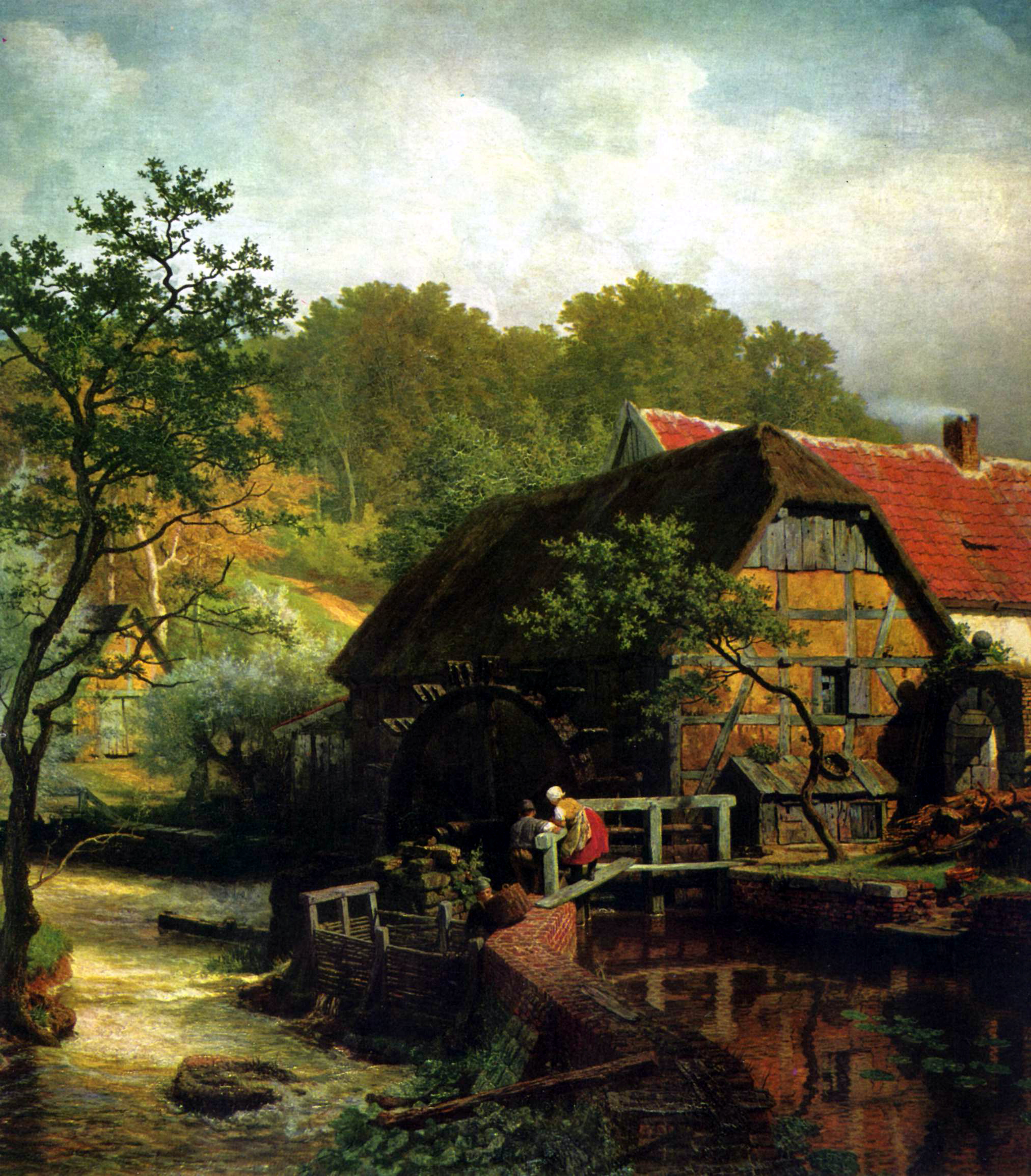
Westfälische Wassermühle, av Andreas Achenbach, 1863

Andreas Achenbach, född 29 september 1815 i Kassel, död 1 april 1910 i Düsseldorf, var en tysk konstnär.

## Biografi
Achenbach började sin utbildning under Wilhelm von Schadow i Düsseldorfs konstakademi. Redan vid 14 års ålder fick han sälja en målning. Åren 1832 och 1833 gjorde han med sin far resor till Rotterdam, Amsterdam och Riga och målade huvudsakligen havsmiljöer. Senare blev han elev till Johann Wilhelm Schirmer. Först tillhörde hans verk romantiken, men efter att han 1835 bosatte sig i München och träffade Louis Gurlitt ändrade han stil till realism.
Achenbach gjorde flera resor, till exempel 1835 till Danmark, Norge och Sverige, där han gjorde en målning av fallen i Trollhättan. År 1836 var han i Alperna och Tyrolen och från 1843 till 1845 i Italien. År 1846 var han tillbaka i Düsseldorf och blev professor där. Landskap av honom finns i de flesta museer i Tyskland.
Andreas Achenbach var bror till Oswald Achenbach.

## Konstnärskap
Med sitt virtuostemperament och för dåtidens Tyskland dristigt klangfulla palett beredde Achenbach väg för en mera realistisk naturuppfattning än den förut förhärskande. Från Holland där han tagit intryck av främst Ruisdaels och Hobbemas konst, och från kuperade eller skogiga trakter i Westfalen med vattenkvarnar och andra pittoreska inslag hemförde han många vänliga, varmtoniga landskapsbilder utan marinernas stormiga patos. Dessa mera lugna effekter i en ofta djup och smulten färgskala (ibland månsken) utövade han stort inflytande på düsseldorfskolans konst vid 1800-talets mitt. Senare förföll Achenbach till självupprepande rutinmåleri.. Achenbach är representerad vid Nationalmuseum